# Фариас-Бриту (Сеара)
Фариас-Бриту (порт. Farias Brito)  —  муниципалитет в Бразилии, входит в штат Сеара. Составная часть мезорегиона Юг штата Сеара. Входит в экономико-статистический  микрорегион Каририасу. Население составляет 22 303 человека на 2006 год. Занимает площадь 503,574 км². Плотность населения — 44,3 чел./км².

## История
Город основан в 1890 году.

## Статистика
- Валовой внутренний продукт на 2003 составляет 35.599.658,00 реалов (данные: Бразильский институт географии и статистики).
- Валовой внутренний продукт на душу населения на 2003 составляет 1.664,24 реалов (данные: Бразильский институт географии и статистики).
- Индекс развития человеческого потенциала на 2000 составляет 0,609 (данные: Программа развития ООН).

## География
Климат местности: тропическая полупустыня.